# Медицински колеж „Йорданка Филаретова“
Медицински колеж “Й. Филаретова” е най- старото, най- голямото и многопрофилно учебно заведение в страната, с утвърдени традиции в обучението на професионалисти по здравни грижи.  Колежът е държавна образователна институция, основно структурно звено на Медицинския университет в София.

## История
За подготовка на медицински фелдшери още през 1878 г. се създават 3 военни фелдшерски училища – в София, Търново и Пловдив. През 1879 г. е открито първото гражданско фелдшерско училище в София, чийто наследник се счита Медицинският колеж. От 1881 г. негов директор е д-р Димитър Калевич.
През последния половин век колежът се е наричал: Гражданско фелдшерско училище, Фелдшерско училище, Обединен медицински техникум, Обединено медицинско училище, Полувисш медицински институт, Централен институт за подготовка на здравни кадри със средно специално образование, Полувисш медицински институт. Обособяването му като медицински колеж към Медицинския университет в София става с Постановление на МС № 16 от 1997 г. С решение на Академичния съвет от септември 2000 г. Колежът приема името на Йорданка Филаретова - видна софийска възрожденка, съратничка на основания от Васил Левски в града революционен комитет, организирала медицинска сестринска помощ в Освободителната и в Сръбско-българската войни.

## Специалности
В началото на ХХ век в София се организира обучение на медицински сестри и акушерки. През 1940-те години се разкрива специалност „Рентгенов лаборант“. Започва прием по специалностите „Медицински лаборант“, „Зъботехник“ и „Помощник-фармацевт“ (1951), „Рехабилитатор“ (1961), „Санитарен инспектор“ (1966), „Социален работник“ (1973), „Масажист“ (1980).
В Колежа се обучават кадри с висше образование в образователно-квалификационна степен „професионален бакалавър“, от професионално направление „Здравни грижи“ по специалностите: „Медицински лаборант“, „Рентгенов лаборант“, „Зъботехник“, „Рехабилитатор“, „Помощник-фармацевт“, „Инспектор по обществено здраве“, „Медицинска козметика“, „Масажист с увредено зрение“.

## Сгради
В първата половина на 20 век Фелдшерското училище се е намирало на ул. „Ангел Кънчев“ в голямо здание, построено от Тома Малков за училището, излизащо и на ул. „Витошка“. То е разрушено от англо-американските бомбардировки. Днес Колежът има собствена сграда - построеното от Й. Филаретова в 1911 г. старопиталище „Всех скорбящих радость“ на улица „Йорданка Филаретова“ № 3 недалеч от площад „Руски паметник“.